# Bobadela (Oliveira do Hospital)
Bobadela ist eine Gemeinde (Freguesia) im portugiesischen Kreis Oliveira do Hospital. In ihr leben 704 Einwohner (Stand 19. April 2021).

## Geschichte
Die Megalithanlage Anta do Pinheiro dos Abraços und die im Ort liegenden römischen Ruinen belegen die Jahrtausende alte Besiedlung des Ortes. Erstmals Stadtrechte (Foral) erhielt der Ort im Jahr 1256 durch König Afonso III., die 1513 durch König Manuel I. erneuert wurden. Bis zur Verwaltungsreform 1836 war Bobadela Sitz eines eigenen Kreises, um seither eine Gemeinde des Kreises Oliveira do Hospital zu sein.

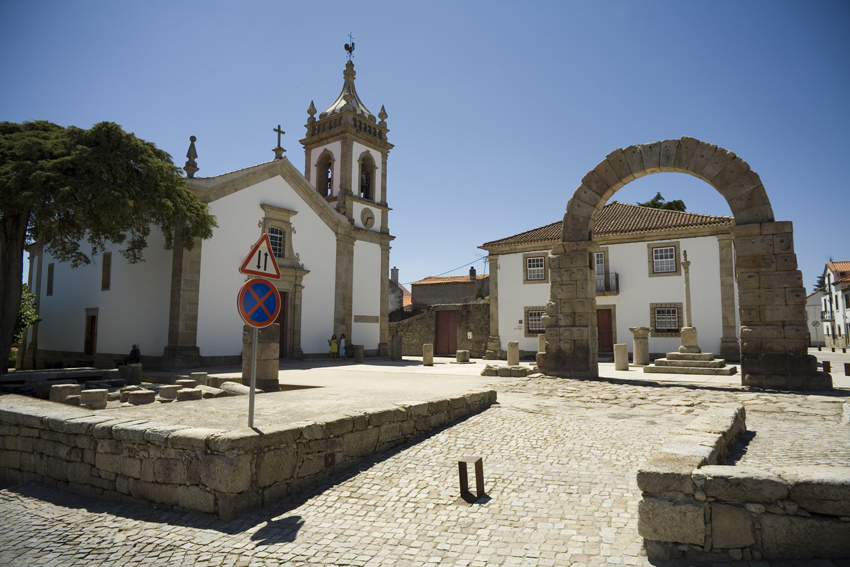
Kirche und römische Ruinen in Bobadela

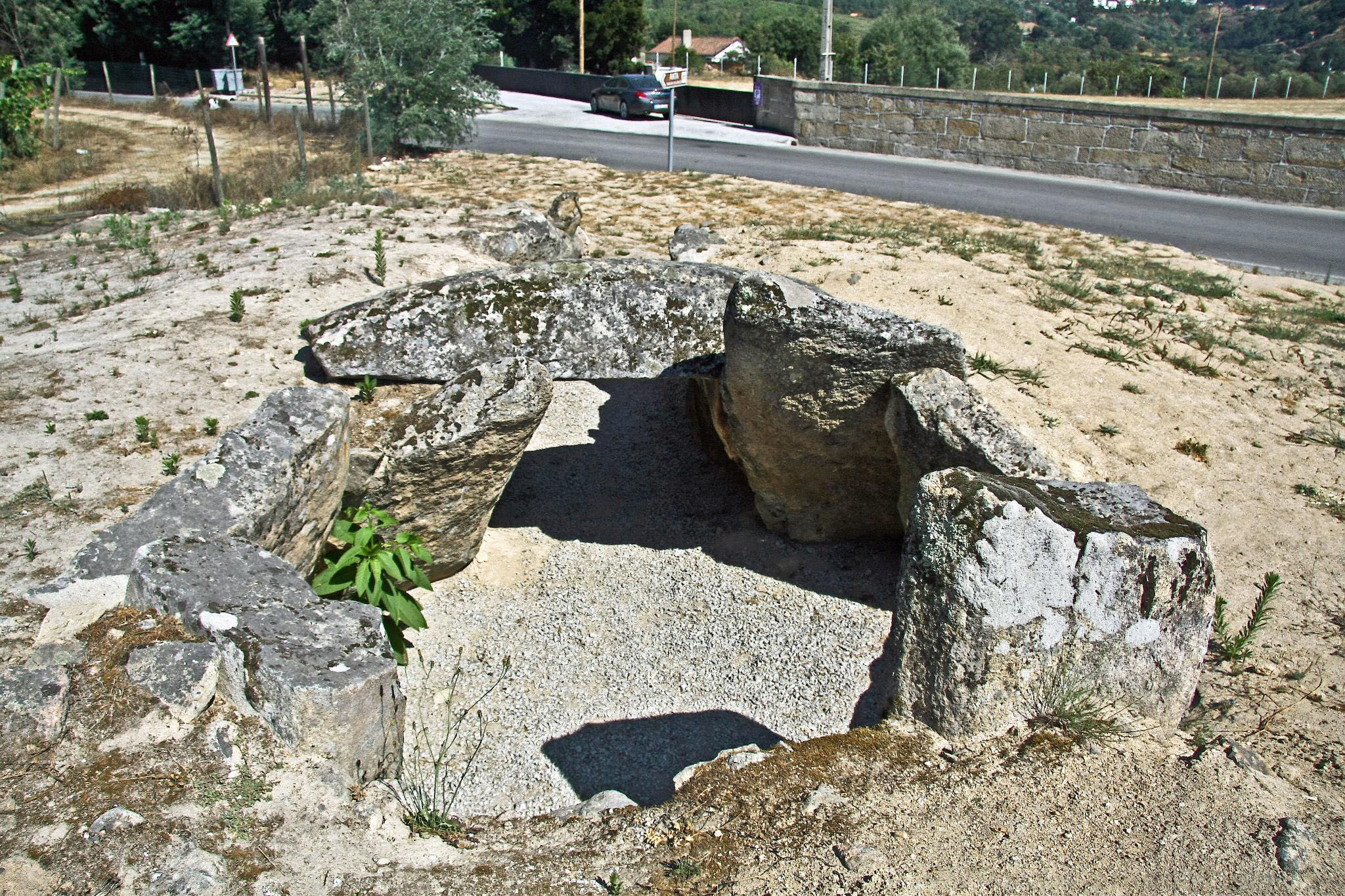
Die Anta do Pinheiro dos Abraços

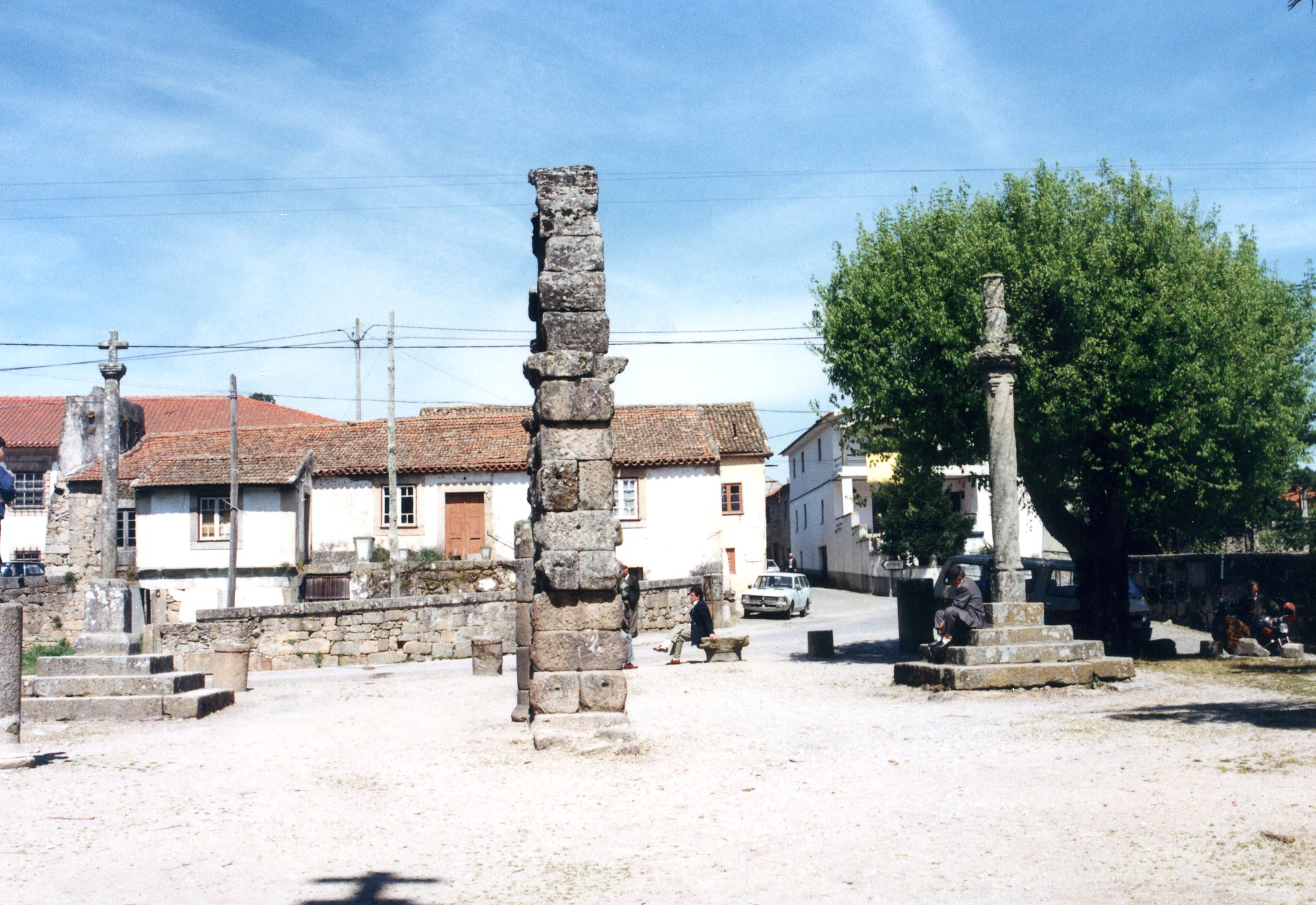
Der Schandpfahl (Pelourinho) von Bobadela

## Kultur und Sehenswürdigkeiten
Verschiedene öffentliche Gebäude, darunter die Grundschule, und einige Sakralbauten stehen unter Denkmalschutz, darunter die Gemeindekirche Igreja Paroquial de Bobadela (auch Igreja de Nossa Senhora da Graça e Cruzeiro), die als einfache Kapelle im 16. Jahrhundert errichtet und danach mehrmals erweitert wurde. Im Ort stehen zudem eine Reihe römischer Ruinen, und vor dem Ort liegen eine römische Brücke und die Megalithanlage Anta do Pinheiro dos Abraços.